# Les Sœurs Rondoli
Pour le recueil, voir Les Sœurs Rondoli (recueil).
Les Sœurs Rondoli est une nouvelle de Guy de Maupassant, publiée en 1884.

## Historique
Les Sœurs Rondoli paraît pour la première fois dans en feuilleton dans le quotidien L'Écho de Paris du 29 mai au 5 juin 1884. La célèbre nouvelle est ensuite reprise la même année dans le recueil homonyme.

## Résumé
Pierre Jouvenet offre à son ami Paul d'être son compagnon de voyage pendant un court séjour en Italie. Paul hésite un peu, mais finit par accepter quand Pierre évoque la beauté des jeunes femmes italiennes. 
Dans le train qui les mène vers Gênes, une inconnue s'installe dans le wagon des deux hommes qui ne tardent pas à lier connaissance. Pas très aimable, mais fort jolie, la jeune femme se nomme Francesca. Pour Paul, elle représente la beauté féminine comme il n'a jamais osé en rêver. Grâce à l'intervention de Pierre qui parle italien, il souhaite bientôt la séduire malgré l'indifférence qu'elle manifeste de façon répétée. 
À Gênes, la jeune femme demande à suivre les deux hommes à l'hôtel qui s'empressent d'accepter. Elle semble toujours aussi peu loquace et tout lui semble égal. Il paraît évident en outre qu'elle a fixé son choix, car une fois à l'hôtel, elle s'installe dans la chambre de Pierre. La trouvant nue dans son lit, Pierre profite de la circonstance sans qu'elle paraisse s'en soucier le moins du monde.
Pendant trois semaines, on visite Gênes, ses curiosités, palais, galeries, et les environs. A sa grande surprise, Pierre constate qu'il s'est attaché à l'énigmatique Francesca qui demeure taciturne et mécontente tout en répondant à tous ses désirs avec indifférence. Paul, lui, considère Francesca comme une "grue", et fâché d'être retenu à Gênes à cause d'une "rouleuse italienne", traite son ami d'imbécile. 
Un soir, la jeune femme annonce à son amant qu'elle désire rendre une brève visite à ses parents. Elle laisse l'adresse de sa mère, Madame Rondoli, mais ne revient pas. Paul triomphe, raille Pierre en se moquant de sa naïveté et le décide à rentrer à Paris.
Un an plus tard, de retour à Gênes, Pierre éprouve le besoin irrésistible de revoir Francesca. Il se rend à l'adresse des parents. Madame Rondoli l'accueille et lui explique que sa fille l'a attendu un mois, dans l'espoir qu'il aurait été assez amoureux pour tenter de la retrouver. Quand elle a compris qu'il ne viendrait pas, elle a pleuré toutes ses larmes. Désormais, elle est mariée à un peintre de Paris qui l'a rencontrée en passant ici, dans la rue. À l'occasion, elle envoie d'excellentes nouvelles depuis la capitale française, et même des bracelets. Madame Rondoli comprend que Pierre est venu seul à Gênes et lui propose la compagnie de sa deuxième fille, Carlotta, qui devient le soir même la maîtresse du jeune homme.
À la fin de son séjour, Pierre quitte Carlotta. Il laisse quatre bracelets à madame Rondoli, dont il espère un jour connaître les deux autres filles.

## Éditions
- Les Sœurs Rondoli, dans Maupassant, Contes et Nouvelles, tome I, texte établi et annoté par Louis Forestier, Bibliothèque de la Pléiade, éditions Gallimard, 1974  (ISBN 978 2 07 010805 3).